# Comuna Pleașeva, Radîvîliv
Pleașeva (în ucraineană Пляшева) este o comună în raionul Radîvîliv, regiunea Rivne, Ucraina, formată din satele Ostriv, Pleașeva (reședința) și Soloniv.

## Demografie
Componența lingvistică a comunei Pleașeva
     Ucraineană (99,66%)
     Alte limbi (0,34%)
Conform recensământului din 2001, majoritatea populației comunei Pleașeva era vorbitoare de ucraineană (99,66%), existând în minoritate și vorbitori de alte limbi.